# 46208 Gicquel
46208 Gicquel este o planetă minoră (asteroid), cu un diametru de 6,47 km, din centura de asteroizi. A fost descoperită pe 29 martie 2001 la Stația Anderson Mesa de Lowell Observatory Near-Earth-Object Search și a fost numită după Adeline Gicquel-Brodtke⁠(d). 
Obiectul prezintă o orbită caracterizată de o semiaxă mare de 3,1776606277402 UAi, o excentricitate de 0,15992806578445, o înclinație de 0,57283298379668 ° în raport cu ecliptica.